# هنري مويو
هنري مويو (بالإنجليزية: Henry Moyo)‏ هو لاعب كرة قدم زامبي، ولد في 21 ديسمبر 1946 في ندولا في زامبيا، وتوفي في 12 أكتوبر 2012 في ليلونغوي في مالاوي. شارك مع منتخب مالاوي لكرة القدم. أما مع النوادي، فقد لعب مع نياسا بيغ بولتس.